# Silosca comorensis
Silosca comorensis är en fjärilsart som beskrevs av László Anthony Gozmány. Silosca comorensis ingår i släktet Silosca och familjen äkta malar. Inga underarter finns listade i Catalogue of Life.